# Match Day
Match Day är ett fotbollsspel utgivet 1984 av Ocean Software, ursprungligen till ZX Spectrum och senare även till Amstrad CPC, BBC Micro, och Commodore 64. Spelet är det första i Match Day-serien, och speltiteln samt signaturmelodin är en referens till Match of the Day. Spelet skapades av Jon Ritman.
Spelet var ett av de första fotbollsspelen till ZX Spectrum där spelarna kunde dribbla och göra inkast. Spelet använder sig av sprites från ett annat spel, Bear Bovver.
1986 låg spelet på samlingen They Sold a Million II, tillsammans med spelen Bruce Lee, Match Point och Knight Lore.
Spelet innehåller två lag, "Ritman Rovers" och "Clarke PR".

### Fotnoter
1. ↑  Sport Games review Arkiverad 17 februari 2008 hämtat från the Wayback Machine. på zxgoldenyears.net
2. ↑  http://www.worldofspectrum.org/infoseekid.cgi?id=0011372
3. ↑  http://www.mobygames.com/game/they-sold-a-million-ii